# Locomotiva SFM 1
Le locomotive del gruppo 1 della Società italiana per le strade ferrate meridionali erano locomotive a vapore progettate per il traino di treni passeggeri veloci.

## Storia
Le 34 locomotive della serie, numerate da 1 a 34, furono ordinate dalla SFM alla Cail di Parigi e alle Officine di Pietrarsa per l'esercizio sulle linee pianeggianti della rete (la Bologna-Ancona e la nuova Ancona-Bari).
Nel 1885, con la creazione delle grandi reti nazionali, la serie venne spartita fra la Rete Adriatica (che ottenne le unità 1 ÷ 26) e la Rete Mediterranea (che ottenne le unità da 27 a 34, rinumerate da 7 a 14).
Nel 1905, alla costituzione delle Ferrovie dello Stato, erano ancora in esercizio 12 esemplari, che furono classificati nel gruppo 100 con i numeri 1001 ÷ 1012. Dopo pochi anni vennero radiate e demolite.